# Shalikha
Shalikha är ett underdistrikt i Bangladesh. Det ligger i den centrala delen av landet, 110 km väster om huvudstaden Dhaka.
Trakten runt Shalikha består till största delen av jordbruksmark. Runt Shalikha är det tätbefolkat, med 849 invånare per kvadratkilometer.